# Ernst-Wolfgang Böckenförde
Ernst-Wolfgang Böckenförde (Kassel, 19 settembre 1930 – 24 febbraio 2019) è stato un filosofo, giurista e saggista tedesco, membro, in passato, della Corte Costituzionale Federale tedesca.

## Biografia
Ernst-Wolfgang Böckenförde ha ricevuto nel 1953 il PhD sia in diritto che in filosofia. Nel 1964 ha conseguito l'abilitazione post-dottorale con una Habilitationsschrift su "Il potere di organizzazione nell'ambito del governo. Una panoramica sul diritto costituzionale nella Repubblica Federale di Germania". 
Dopo aver ricevuto il dottorato in legge e quello in filosofia, Böckenförde ha ottenuto l'abilitazione a Münster nel 1964. In quello stesso anno è stato invitato presso l'Università di Heidelberg, dove ha insegnato diritto pubblico, diritto costituzionale, storia costituzionale, storia del diritto, Filosofia del diritto, fino al 1969, e, in seguito, all'Università di Bielefeld. Dal 1977 ha una cattedra in giurisprudenza all'Università di Friburgo. 
Dal 1971 al 1976 Böckenförde è stato membro della Commissione parlamentare speciale sulla riforma costituzionale del Bundestag. Si sono avute sotto il suo mandato molte decisioni innovative per la Repubblica federale tedesca, come quelle relative al dispiegamento dei missili, alla legislazione sui partiti politici o alla regolamentazione legale dell'aborto.
Ernst-Wolfgang Böckenförde è stato giudice della corte costituzionale federale tedesca dal 1983 al 1996.

### Dilemma di Böckenförde
È famoso soprattutto per la sua affermazione - ampiamente ripresa, citata e commentata - sulle paradossali contraddizioni interne di uno stato liberale secolarizzato, destinato o ad avvizzire o a trasformarsi in uno stato etico-totalitario, un dilemma che egli ha espresso nei termini seguenti: 
(Staat, Gesellschaft, Freiheit, Francoforte sul Meno, Suhrkamp, 1976, p. 60)

### Riconoscimenti e onorificenze
Ha ricevuto diversi premi e riconoscimenti per la sua attività accademica per i servizi resi in istituzioni pubbliche: la laurea honoris causa dalla Facoltà di Teologia Cattolica dell'Università di Bochum (1999) e dall'Università di Tubinga (2005), dall' Università di Bielefeld (1999), dall'Università di Münster (2001) e dall'Università di Basilea (1987). 
Ha anche ricevuto il Premio Johannes Reuchlin dalla città di Pforzheim (1978), il Premio Romano Guardini dell'Accademia Cattolica di Baviera (2004) e il premio Hannah Arendt per il pensiero politico (2004).

## Opere
- Stato, Costituzione, democrazia, a cura di M. Nicoletti e O. Brino, Giuffrè, 2006, ISBN 9788814116780
- Diritto e secolarizzazione. Dallo stato moderno all'Europa unita, a cura di Geminello Preterossi, trad. di Mario Carpitella, Laterza ISBN 9788842079200
- Cristianesimo, libertà, democrazia, a cura di M. Nicoletti, Morcelliana, 2007 ISBN 9788837221874
- Dignità umana e bioetica, collana il Pellicano Rosso, Morcelliana, 2009 ISBN 9788837223618
- (con Giovanni Bazoli), Chiesa e capitalismo, collana il Pellicano Rosso, Morcelliana, 2010 ISBN 9788837224295